# ویاتریس
ویاتریس (انگلیسی: Viatris) شرکت داروسازی آمریکایی است، که در سال ۲۰۲۰ تأسیس شد.